# 克里斯蒂安·基普费尔
克里斯蒂安·基普费尔（德語：Christian Kipfer，1921年12月19日—2009年），瑞士前男子竞技体操运动员。他曾获得1948年夏季奥运会体操比赛男子团体全能银牌和男子双杠铜牌。